# Caio Sulpício Galo
Caio Sulpício Galo (em latim: Gaius Sulpicius Galus) foi um político da gente Sulpícia da República Romana eleito cônsul em 166 a.C. com Marco Cláudio Marcelo. Segundo Münzer, era filho de Caio Sulpício, pretor da Sicília em 211 a.C.. É bastante conhecido por seu interesse em astronomia. Suas qualidades morais foram elogiadas por Cícero em sua obra "De amicitia".

## Primeiros anos

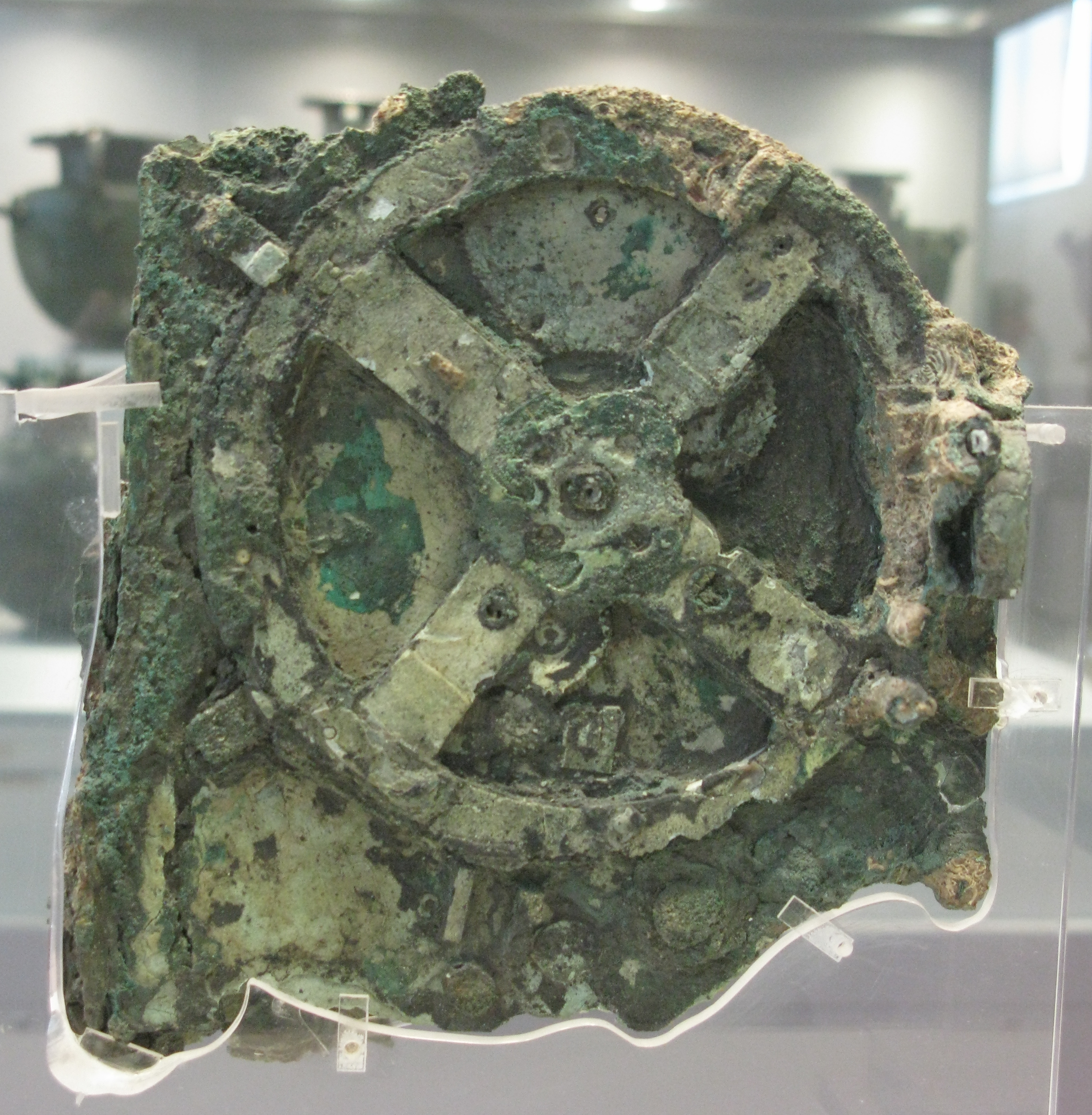
A "Máquina de Anticítera", um mecanismo grego antigo que, tradicionalmente, é associado ao "Planetário de Arquimedes", conhecido pela descrição feita por Galo (e preservada por Cícero), que o viu entre os espólios trazidos de Siracusa, a cidade natal de Arquimedes, por Marco Cláudio Marcelo, que conquistou a cidade e era avô de seu colega no consulado, Marco Cláudio Marcelo.

A primeira menção a Galo nas fontes ocorre em 170 a.C., quando foi escolhido pelos delegados dos povos iberos no Senado como um dos quatro "patronos" para representá-los no processo contra os magistrados acusados de prevaricar durante a Primeira Guerra Celtibera. Foi pretor urbano em 169 a.C. e, no ano seguinte, participou da Batalha de Pidna como tribuno militar de Lúcio Emílio Paulo Macedônico.

## Consulado (166 a.C.)
Foi eleito cônsul em 166 a.C. com Marco Cláudio Marcelo e recebeu a Ligúria como província consular (Marcelo foi enviado para a Hispânia). Depois de derrotar os lígures, celebrou um triunfo sobre eles.

## Anos finais
Em 164 a.C., foi enviado pelo Senado à Grécia com Caio Mânio Sérgio com uma missão muito delicada: resolver uma disputa territorial entre Megalópolis e Esparta e, sobretudo, espionar sobre as intenções de Eumenes II, de Esparta, e Antíoco IV Epifânio, da Síria Selêucida, suspeitos de estarem conspirando contra Roma.

## Interesses astronômicos
Seu interesse pela astronomia foi registrado por muitos autores antigos. Conta-se que, na véspera da Batalha de Pidna, Galo havia previsto um eclipse lunar, o que evitou que as forças romanas ficassem atemorizadas pelo evento. Conta Plínio que ele escreveu um livro sobre suas teorias em relação aos eclipses e que ele era discípulo da doutrina astronômica de Pitágoras. Em 166 a.C., teve a oportunidade de examinar o planetário de Arquimedes com Marco Cláudio Marcelo, seu colega no consulado e neto do conquistador de Siracusa, a cidade de Arquimedes, Marco Cláudio Marcelo, que o havia levado a Roma como espólio de guerra. Por conta disto, as melhores informações existentes sobre este instrumento que foi projetado por Arquimedes se devem a ele, que deixou uma descrição detalhada citada parcialmente por Cícero em "De re publica".
Infelizmente, os restos do planetário de Arquimedes se perderam nos anos seguintes. Uma engrenagem que provavelmente era parte do aparelho foi descoberta em julho de 2006 em Ólbia. Segundo uma reconstrução do planetário, que passou para os descendentes de Marcelo, é possível que o instrumento esteja perdido no subsolo de Ólbia, uma cidade que provavelmente foi uma das escalas da fatídica viagem até a Numídia, em 148 a.C., que matou Marcelo, o cônsul colega de Galo em 166 a.C..
Uma cratera lunar, chamada Sulpicius Gallus, foi batizada em sua homenagem.